# 羽曳野市立駒ヶ谷小学校
羽曳野市立駒ヶ谷小学校（はびきのしりつ こまがたにしょうがっこう）は、大阪府羽曳野市にある公立小学校。
児童数98人・全学年1クラスの小規模の学校（2017年）。

## 沿革
- 1873年10月 -  堺県河内国百三番小学校として創立。
- 1900年 - 南河内郡駒ヶ谷尋常小学校と称する。
- 1930年 - 現在地に移転
- 1947年 - 学制改革により駒ヶ谷村立小学校となる
- 1956年 - 町村合併による南大阪町の発足により、南大阪町立駒ヶ谷小学校と改称
- 1959年 - 羽曳野市の市制施行により現校名となる

## 交通
- 近鉄南大阪線 駒ヶ谷駅